# Gabriel Debrégéas
Gabriel Debrégéas, né le 23 février 1882 à Saint-Yrieix et mort le 5 décembre 1970 à La Meyze, en Haute-Vienne, est un agriculteur et homme politique français.

## Biographie
Élu conseiller municipal de La Roche-l'Abeille en 1908, puis de La Meyze en 1912, il devient conseiller général de la Haute-Vienne en 1919 et maire de La Meyze en 1920, poste qu'il conserve sans interruption pratiquement jusqu'à son décès. En 1924, il conduit aux élections législatives une liste de « Concentration républicaine » qui n'obtient aucun élu. Il devient député quatre ans plus tard lors d'élections législatives qui voient le retour du scrutin uninominal ; alors membre du Parti républicain-socialiste, il rejoint le groupe Républicain-socialiste et socialiste français.
Il est réélu en 1932, se présentant comme « républicain progressiste en lutte contre la réaction », partisan de la construction d'États-Unis d'Europe. Il rejoint peu après la Section française de l'Internationale ouvrière, étiquette sous laquelle il est réélu en 1936 lors de la victoire du Front populaire.
Comme la majorité de ses collègues, il vote en faveur de la remise des pleins pouvoirs au maréchal Pétain le 10 juillet 1940. En janvier 1946, il est relevé de son inéligibilité en raison de « l'aide précieuse et constante aux maquis » qu'il a apportée à partir de 1942, « souvent dans des circonstances périlleuses, et qui a coûté la vie à sa fille, associée à ses activités ». 
Après la libération du territoire, il ne brigue plus de mandat national, se consacrant à ses fonctions d'élu local ainsi qu'aux 25 organismes liés à l'agriculture dont il est président ou vice-président.

## Sources
- « Gabriel Debrégéas », dans le Dictionnaire des parlementaires français (1889-1940), sous la direction de Jean Jolly, PUF, 1960 [détail de l’édition]